# Kosatica
Kosatica (cyr. Косатица) – wieś w Serbii, w okręgu zlatiborskim, w gminie Prijepolje. W 2011 roku liczyła 296 mieszkańców.